# Alessandro Alliata
Alessandro Alliata (* 2. März 1999) ist ein Schweizer Unihockeyspieler, der beim Nationalliga-A-Verein Grasshopper Club Zürich unter Vertrag steht.

## Karriere
Alliata stammt aus dem Nachwuchs des Grasshopper Club Zürich und debütierte während der Saison 2020/21 für die erste Mannschaft.